# Ócsa
Ócsa es una ciudad húngara perteneciente al distrito de Gyál en el condado de Pest, con una población en 2013 de 9073 habitantes.
La ciudad alberga el monasterio de Ócsa, una de las obras de arquitectura románica más destacadas del país.
Se ubica unos 5 km al sur de la capital distrital Gyál.